# Ram It Down
Ram It Down е единадесети студиен албум на британската хевиметъл група Judas Priest, издаден през 1988 г. Албумът е ремастериран през 2001 г., като са добавени две бонус песни.
През 1986 г. вместо да издадат двойния албум „Twin Turbo“, Judas Priest разделят материала на две и издават по-лекия и комерсиален „Turbo“ същата година (последван от лайф албум) и „Ram It Down“ през 1988 г. Въпреки че той не успява да спечели вниманието на широката публика, елементи от него, като барабанните части, високата скорост и научнофантастичната тематика, се запазват в супер успешния Painkiller. Едиственият сингъл от „Ram It Down“ е кавърът на песента на Чък Бери Johnny B. Goode. Това е последният албум за дългогодишния барабанист на групата Дейв Холънд, както и за продуцента Том Алом.

## Състав
- Роб Халфорд – вокали
- Кенет Даунинг – китара
- Глен Типтън – китара
- Йън Хил – бас
- Дейв Холънд – барабани

## Песни
Всички песни са написани от Роб Халфорд, Кенет Даунинг и Глен Типтън.
| Ram It Down | Ram It Down       | Ram It Down | Ram It Down | Ram It Down | Ram It Down | Ram It Down | Ram It Down | Ram It Down | Ram It Down |
| №           | Име               | Време       |             |             |             |             |             |             |             |
| ----------- | ----------------- | ----------- | ----------- | ----------- | ----------- | ----------- | ----------- | ----------- | ----------- |
| 1.          | Ram It Down       | 4:48        |             |             |             |             |             |             |             |
| 2.          | Heavy Metal       | 5:58        |             |             |             |             |             |             |             |
| 3.          | Love Zone         | 3:58        |             |             |             |             |             |             |             |
| 4.          | Come and Get It   | 4:07        |             |             |             |             |             |             |             |
| 5.          | Hard as Iron      | 4:09        |             |             |             |             |             |             |             |
| 6.          | Blood Red Skies   | 7:50        |             |             |             |             |             |             |             |
| 7.          | I'm a Rocker      | 3:58        |             |             |             |             |             |             |             |
| 8.          | Johnny B. Goode   | 4:39        |             |             |             |             |             |             |             |
| 9.          | Love You to Death | 4:36        |             |             |             |             |             |             |             |
| 10.         | Monsters of Rock  | 5:30        |             |             |             |             |             |             |             |
| 58:12       |                   |             |             |             |             |             |             |             |             |

### Бонус песни от 2001
1. „Night Comes Down“ (Live) – 4:33
2. „Bloodstone“ (Live) – 4:05

## Любопитно
- Трибют към песента „Blood Red Skies“ е направен в японския комикс (манга) Battle Angel Alita: Last Order. В балонче с репликите на един от героите се споменават фразите „Blood Red Skies“ и „You won't break me“, което е ясна препратка към парчето на Judas Priest.
- Първоначално песента Johnny B. Good е трябвало да бъде бонус към диска, но оригиналното парче е загубено при смяната на Халфорд и Рипър. Това е и причината, поради която ремастерираната версия на „Ram It Down“ е единствената без бонус песен, а с два лайфа.
- Песента „I'm a Rocker“ е препратка към друга песен на групата – „Thunder Road“ (от албума „Point of Entry“).